# 板桥乡 (休宁县)
板桥乡，是中华人民共和国安徽省黄山市休宁县下辖的一个乡镇级行政单位。

## 行政区划
板桥乡下辖以下地区：
板桥村、沂川村、凰腾村、梓坞村和漳前村。